# Geelborsttimalia
De geelborsttimalia ( Mixornis gularis synoniemen: Macronus gularis of Macronous gularis ) is een vogelsoort uit de familie van de timalia's. De vogel komt voor in een groot gedeelte van Zuid- en Zuidoost-Azië.

## Kenmerken
De geelborsttimalia is een timalia van gemiddeld 13 cm. De vogel is overwegend licht grijsbruin gekleurd, met een gele keel, borst en buik. De kruin is roodbruin, met daaronder een lichte wenkbrauwstreep.

## Verspreiding en leefgebied
Deze soort komt voor van Nepal tot Sumatra en telt 13 ondersoorten:
- M. g. rubicapilla: Nepal, Bhutan, Noordoost- en Midden-India, Bangladesh
- M. g. ticehursti: West-Myanmar
- M. g. sulphureus: Oost-Myanmar, West-Thailand en Zuid-China
- M. g. lutescens: Het noorden van Indochina en Thailand
- M. g. kinneari: Midden-Vietnam
- M. g. saraburiensis: Midden- en Oost-Thailand en West-Cambodja
- M. g. versuricola: Oost-Cambodja en Zuid-Vietnam
- M. g. condorensis: eilanden bij Zuid-Vietnam
- M. g. connecteus: Kust van de Golf van Thailand tot centraal Malakka
- M. g. archipelagicus: Mergui-archipel
- M. g. inveteratus: Eilanden bij Thailand en Cambodja
- M. g. gularis: Zuiden van het schiereiland Malakka en Sumatra
- M. g. woodi: het zuidwesten van de Filipijnen

De geelborsttimalia heeft dus een groot verspreidingsgebied en daardoor alleen al is de kans op de status  kwetsbaar (voor uitsterven) gering. De grootte van de populatie is niet gekwantificeerd. De vogel is een algemene standvogel in gebieden met struikgewas. Om deze reden staat deze timalia als niet bedreigd op de Rode Lijst van de IUCN.